# Бронкхорст (Нидерланды)
Бронкхорст (нидерл. Bronckhorst) — город и  община в провинции Гелдерланд (Нидерланды). По данным на 1 февраля 2012 года население общины составляло 37 409 человек.

## История
Община Бронкхорст была создана 1 января 2005 года путём слияния общин Хенгело, Хюммело-эт-Кеппел, Стендерен, Ворден и Зелхем. Объединённая община была названа в честь расположенного здесь средневекового замка семьи Бронкхорст.

## Состав
В общину Бронкхорст входят следующие населённые пункты:
- Ахтер-Дремпт
- Бак
- Беквелд
- Бронкхорст
- Ковик
- Де-Мене-Делден
- Дюнсборг
- Элдрик
- Гой
- Халле
- Халле-Хейде
- Халле-Нейман
- Хенгело
- Хёрне
- Ког-Кеппел
- Хейденхук
- Хюммело
- Кейенборг
- Краненбюрг
- Лак-Кеппел
- Линде
- Медлер
- Моссел
- Нординк
- Олбюрген
- Остервейк
- Ра
- Стендерен
- Толдейк
- Велдвейк
- Велсвейк
- Вираккер
- Вор-Дремпт
- Варссел
- Велдхук
- Ворбен
- Вассингбринк
- Винкелсхук
- Виттебринк
- Вихмонд
- Вилденборх
- Волферсвен
- Зелем